# Almont (Michigan)
Almont è un villaggio degli Stati Uniti d'America, situato nello Stato del Michigan, nella contea di Lapeer.